# Rough Riders

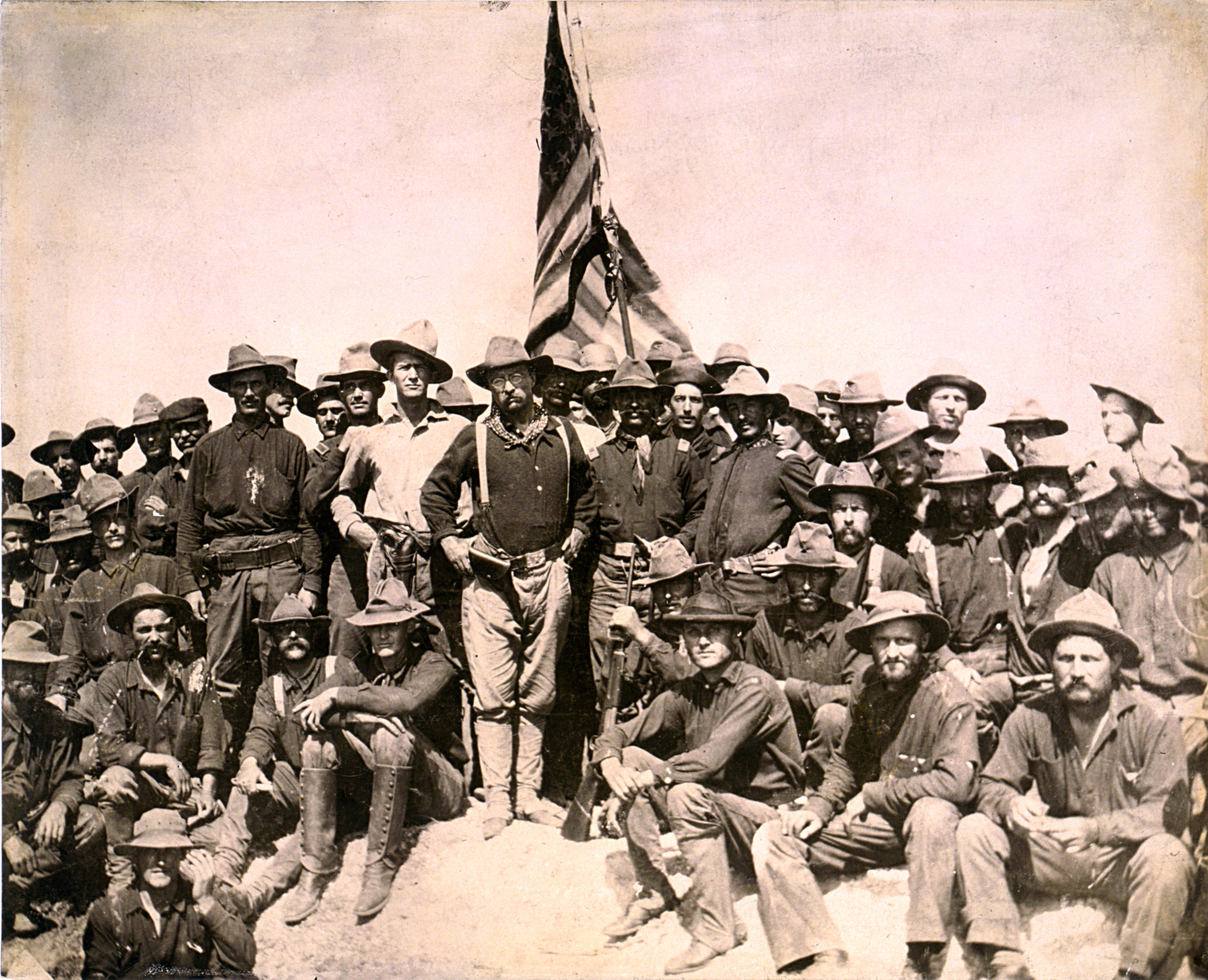
Theodore Roosevelt i jego Rough Riders na szczycie wzgórz San Juan, 1898

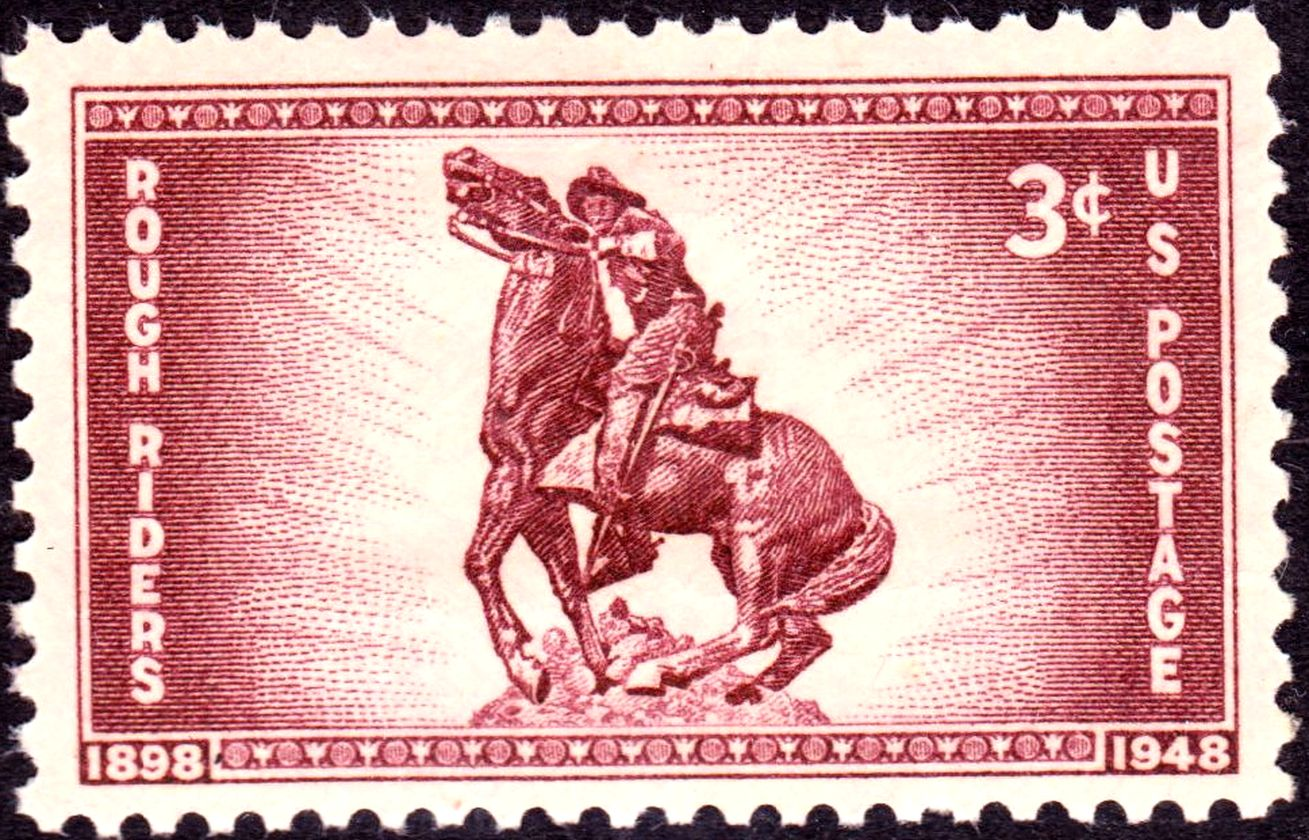
Znaczek pocztowy wydany z okazji 50. rocznicy powstania formacji

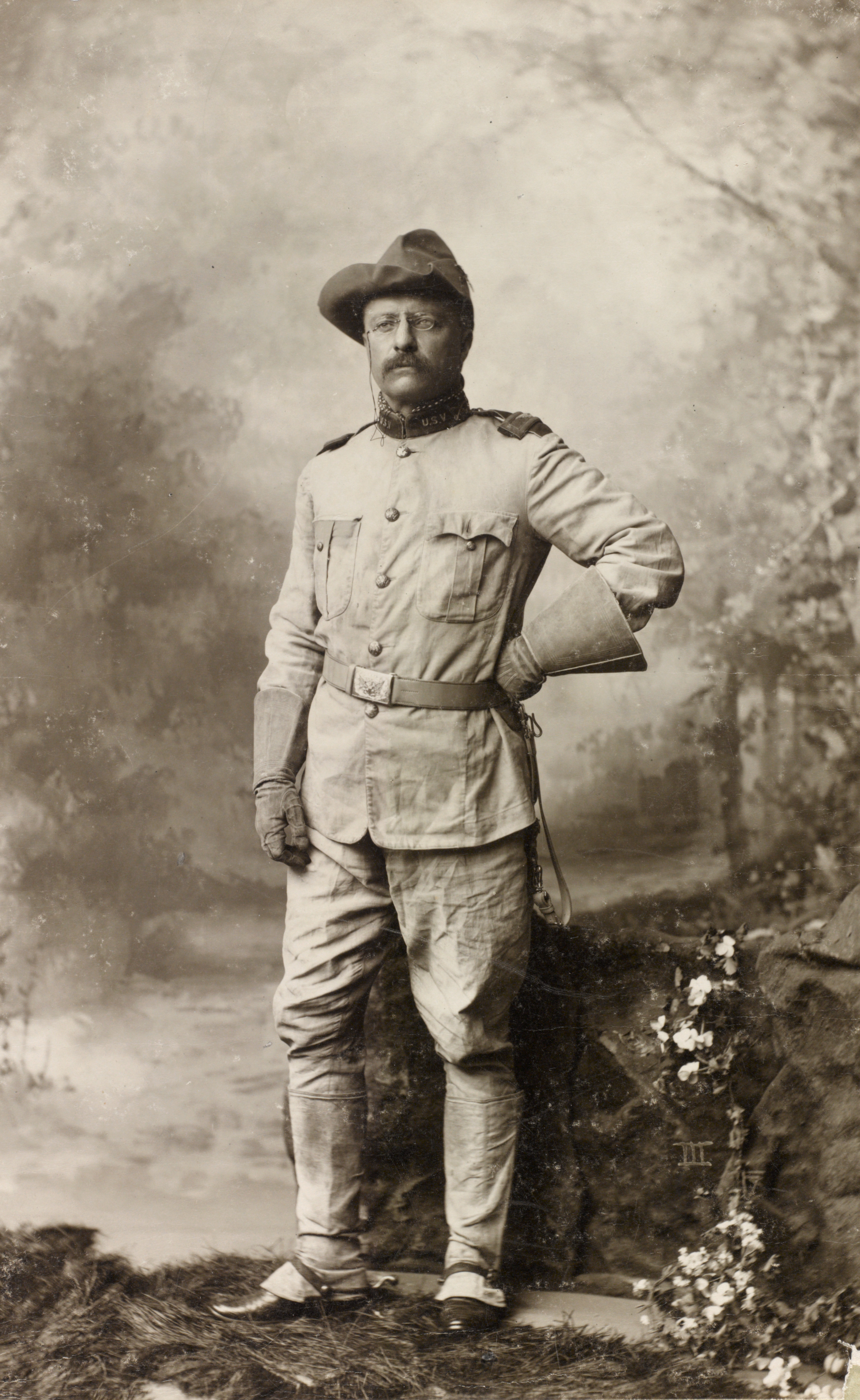
T. Roosevelt jako Rough Rider. Październik 1898

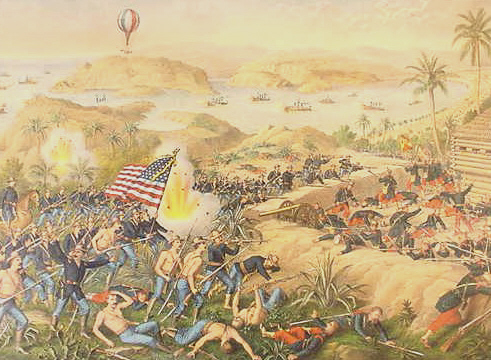
Bitwa pod El Caney

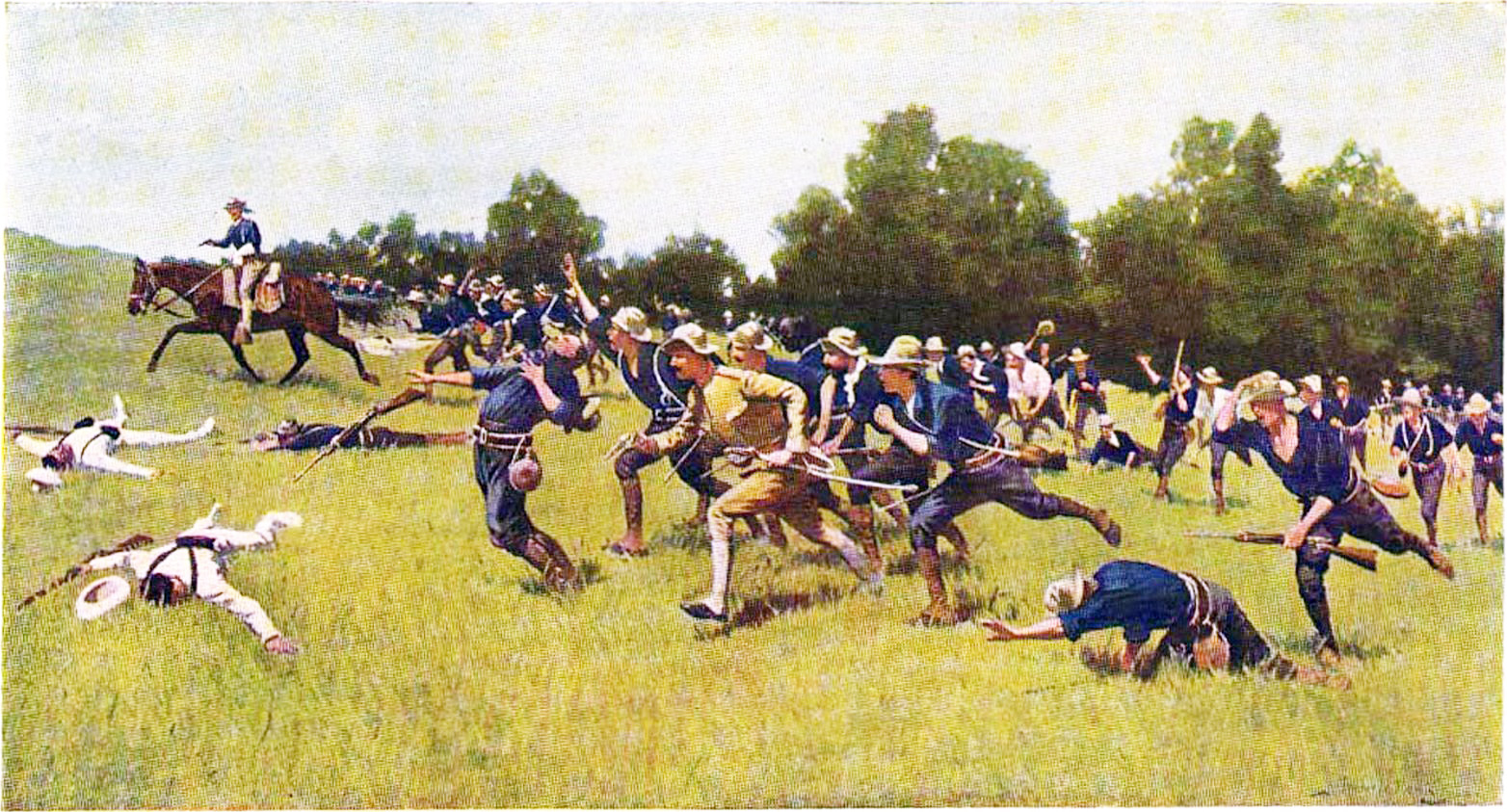
Atak na wzgórze San Juan według Remingtona

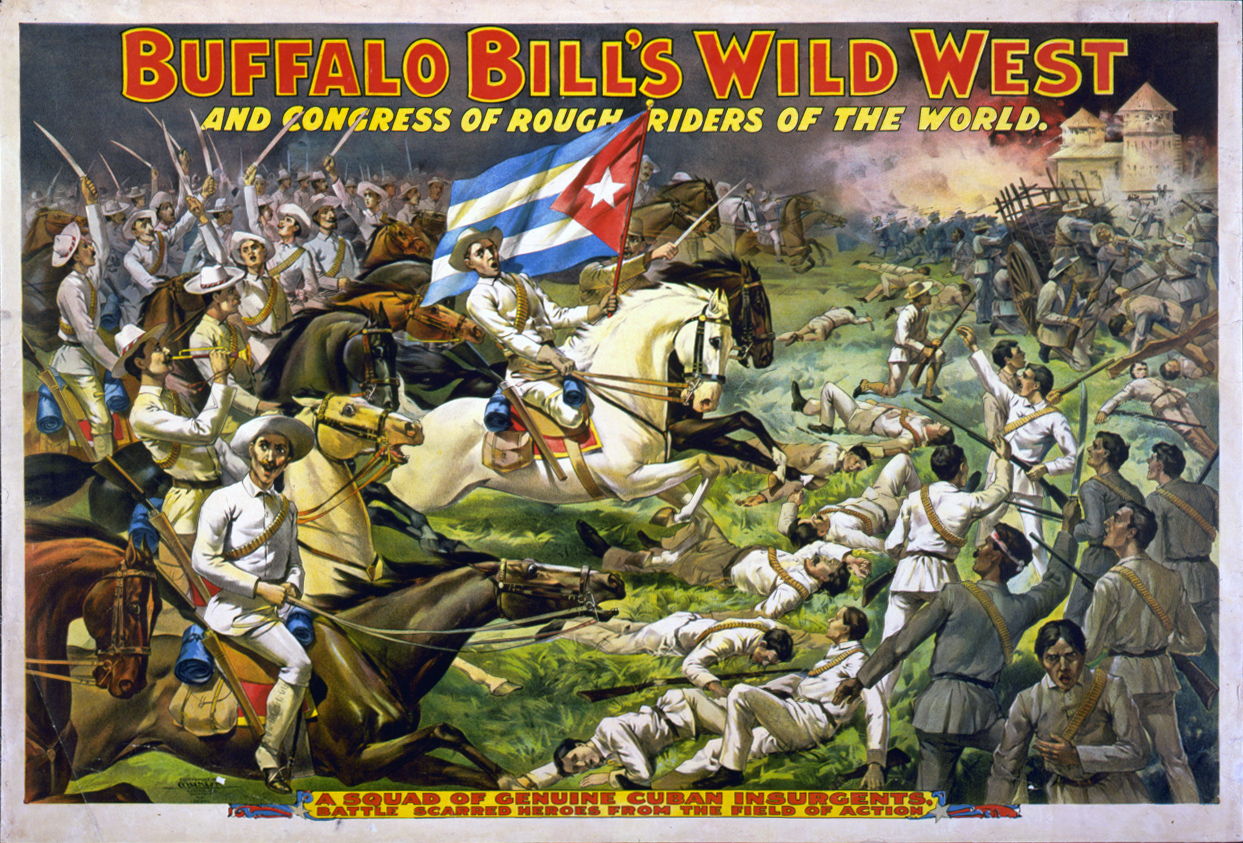
Plakat Buffalo Billa, który ugruntował sławę Rough Riders

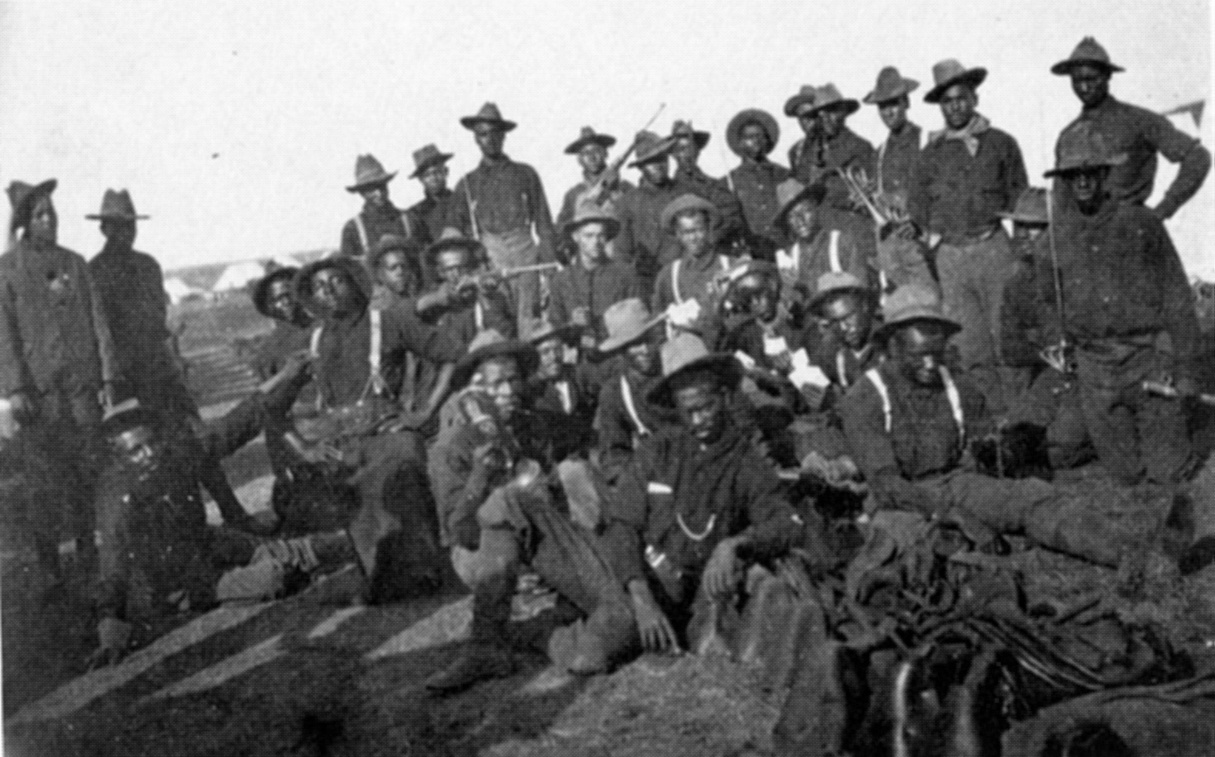
Buffalo Soldiers na Kubie

Rough Riders – potoczna nazwa 1 Regimentu Kawalerii Ochotniczej, jednej z trzech takich jednostek utworzonych w Stanach Zjednoczonych w roku 1898 w związku z wybuchem wojny amerykańsko-hiszpańskiej, ale jedynej, jaka została użyta w akcji.
Armia amerykańska, po zakończeniu wojny secesyjnej ponad trzydzieści lat wcześniej, była bardzo słaba i nieliczna. W tej sytuacji prezydent William McKinley zalecił powołanie pod broń 1250 ochotników, którzy chcieliby wziąć udział w działaniach zbrojnych . Nazywano ich również Wood's Weary Walkers (od nazwiska pierwszego dowódcy, pułkownika Leonarda Wooda), gdyż chociaż byli oddziałem kawalerii, walczyli na piechotę. Gdy płk Wood został dowódcą 1 Brygady Kawalerii, a jego miejsce zajął Theodore Roosevelt, stali się Surowymi Jeźdźcami Roosevelta. W roku 1898 określenie „Rough Riders”, pochodzące od nazwy znanego wówczas spektaklu Williama Cody’ego Buffalo Bill's Wild West and Congress of Rough Riders of the World, było bardzo popularne.

## Początki
Ochotnicy zbierali się w czterech ośrodkach: Arizona, Nowy Meksyk, Oklahoma i Terytorium Indiańskie. Najchętniej zaciągano mieszkańców południowego zachodu Stanów Zjednoczonych ze względu na fakt, iż byli wychowani w gorącym klimacie, a więc w warunkach zbliżonych do tych, w jakich mieli w przyszłości walczyć na Kubie. Roosevelt pisał: „Trudność podczas organizacji stanowił nie dobór ludzi, ale konieczność odrzucania wielu z nich”. W rezultacie powstał oddział składający się z kowbojów, poszukiwaczy złota, myśliwych, hazardzistów, byłych Buffalo Soldiers, Indian i studentów; wybierano ludzi dobrze zbudowanych, zdrowych, wyśmienitych jeźdźców i strzelców. Jak wspominał późniejszy prezydent: „byli wśród nich również policjanci i weterani wojskowi, którzy chcieli znów powąchać prochu. Oficerami zostawali ci, którzy brali udział w wojnach z Indianami”. Na ich czele stanął dr Leonard Wood, medyczny doradca prezydenta i sekretarza wojny, a jego zastępcą mianowano Roosevelta.
Podpułkownik Roosevelt użył wszystkich swoich wpływów, by zapewnić ochotniczej formacji odpowiednie wyposażenie - takie, które pozwoliłoby służyć jej tak, jak regularne oddziały kawalerii. Później wspominał: „Otrzymali amunicję, rewolwery, mundury, namioty, rzędy końskie [...] a przede wszystkim karabiny Krag-Jorgensena, w jakie uzbrojona była regularna kawaleria”. „Umundurowanie składało się z miękkiego kapelusza, niebieskiej flanelowej koszuli, spodni i getrów w kolorze khaki, brązowych skórzanych butów, a także z chust luźno zawiązanych na szyi. Wyglądali tak, jak powinna wyglądać kawaleria złożona z kowbojów”. Ten nieco „chropowaty i niedbały” wygląd wraz z wyjątkowością formacji złożyły się na zaszczytny wkrótce tytuł Rough Riders.

## W drodze na Kubę
W dniu 29 maja 1898 roku 1060 kawalerzystów Roosevelta oraz 1258 ich koni i mułów wyruszyło koleją do Tampa na Florydzie, gdzie mieli zostać zaokrętowani i wysłani na Kubę. Oddział oczekiwał na rozkaz wyjazdu od generała-majora Williama Rufusa Shaftera. Będąc pod silną presją Waszyngtonu gen. Shafter wydał taki rozkaz, zanim zgromadzono odpowiednie środki przeprawowe. W związku z tym zaledwie osiem z dwunastu kompanii Rough Riders mogło opuścić Tampę i udać się na wojnę. Na ziemi amerykańskiej zostały niemal wszystkie konie i muły. Regiment został więc osłabiony, nim jeszcze mógł wejść do boju. Spowodowało to wyraźny upadek morale .
Po dobiciu do kubańskiego wybrzeża żołnierze zeszli na ląd i rozbili obóz w pobliżu plaży, oczekując na dalsze rozkazy. Następnego dnia wyładowano resztę ich wyposażenia. Roosevelt później pisał: „Braki w zaopatrzeniu w czasie całej kampanii wynikały z braku środków transportu. Gdybyśmy mieli ze sobą nasze muły juczne, moglibyśmy zaopatrywać we wszystko całą dywizję kawalerii”. Jedynie 75% regimentu dotarło na Kubę, w dodatku bez koni. Pozbawieni ich kawalerzyści nie mogli być tak wydajni, jak tego od nich oczekiwano. Nie przeszli kursu szkolenia piechoty, a przede wszystkim nie byli przystosowani do pokonywania znacznych odległości po bezdrożach gorącej i wilgotnej wyspy. To wszystko obniżało wartość bojową żołnierzy, którzy jeszcze nie zetknęli się z przeciwnikiem.

## Akcje bojowe
Po kolejnym dniu w obozowisku wysłano w głąb dżungli patrole, które stwierdziły obecność Hiszpanów na paśmie niewielkich wzniesień o nazwie Las Guasimas.
Nieprzyjaciel miał przewagę nad Amerykanami, wiedząc jakimi szlakami muszą się poruszać i jakie pozycje należy ostrzeliwać. Hiszpanie zdołali przygotować umocnienia, a ponadto używali nowoczesnych dział i karabinów stosujących amunicję na proch bezdymny, co utrudniało Amerykanom lokalizację celów.
Generał Samuel B. M. Young, dowódca regularnych oddziałów piechoty i kawalerii, rozpoczął atak o świcie. Przy pomocy działek Hotchkissa ostrzeliwał pozycje przeciwnika, podczas gdy ludzie płk. Wooda dopiero docierali do pozycji wyjściowych, bardzo zmęczeni marszem przez gęstwinę dżungli. „Wielu żołnierzy z poobcieranymi stopami, zmęczonych marszem, nie było w stanie forsować stromego wzgórza; w rezultacie weszliśmy do akcji w liczbie mniej niż 500 ludzi”. Mimo to Rough Riders poszli do ataku u boku regularnych oddziałów. Dzięki wnikliwej obserwacji oficerowie mogli rozpoznać miejsca stanowisk nieprzyjacielskich w okopach i w gęstwinie roślinności i odpowiednio pokierować ludźmi. Bitwa trwała nie więcej niż półtorej godziny. Zginęło jedynie ośmiu Rough Riders, a 31 zostało rannych.
Amerykanie opanowali ten punkt oporu Hiszpanów na drodze do Santiago. Generał Young zatrzymał wojska na sześć dni w oczekiwaniu na sprowadzenie zaopatrzenia z wybrzeża. Rough Riders wykorzystali ten czas na odpoczynek, opiekę nad rannymi i palenie zwłok poległych obu stron. Coraz więcej żołnierzy padało ofiarą chorób tropikalnych. Wśród złożonych chorobą znalazł się generał Joseph Wheeler. W tej sytuacji brygadier-generał Samuel S. Sumner przejął dowodzenie nad kawalerią, a Wood nad 2 Brygadą. To spowodowało awans Roosevelta na pułkownika i dowódcę Rough Riders.
W czasie dalszego marszu ku Santiago płk Roosevelt i jego ludzie nie otrzymali żadnych konkretnych rozkazów. Zdecydowano, że dywizja gen. Henry’ego Lawtona będzie główną siłą w starciu, które przeszło do historii jako bitwa pod El Caney, doprowadzając do zdobycia kolejnej hiszpańskiej pozycji. Rough Riders dołączyli w trakcie trwania bitwy. Dla dowódców US Army nie byli liczącą się siłą.
Mieli okazję wykazać się dopiero pod wzgórzami San Juan. Płk Roosevelt i jego spieszeni kawalerzyści dotarli do stóp wzgórza przezwanego przez nich „Kettle Hill”, bowiem zalegało tu wiele naczyń używanych przy rafinacji cukru. Na początku bitwy Rough Riders znaleźli się pod ogniem własnej artylerii i pod ostrzałem małokalibrowej broni Hiszpanów. Hiszpańskie karabiny Mausera wystrzeliwały osiem pocisków w 20 sekund, podczas gdy amerykańskie jeden, co dawało ogromną przewagę. 7-milimetrowe pociski o znacznej prędkości początkowej zadawały małe, czyste rany. Pewna liczba żołnierzy została trafiona, ale tylko kilku poniosło śmierć.
W końcu podwładni płk. Roosevelta otrzymali rozkaz przeprowadzenia frontalnego ataku na wzgórza. Roosevelt dosiadł konia, poderwał swych ludzi na nogi i podjął atak pod górę. Później powiedział, że chciał walczyć na piechotę, jak pod Las Guasimas, ale uznał, że łatwiej mu będzie nadzorować natarcie z siodła, a ponadto żołnierze będą go lepiej widzieć.
W pewnym momencie Roosevelt uznał, że wymiana ognia jest tylko stratą czasu i nakazał frontalny atak. Z wysokości siodła poderwał ludzi do ataku machając kapeluszem i zagrzewając żołnierzy okrzykami. Rough Riders podążyli za nim bez wahania. „Kettle Hill” zostało wzięte w dwadzieścia minut, a reszta wzgórz San Juan w godzinę później. Hiszpanie próbowali kontratakować, ale ostrzelani z dwóch posiadanych przez regiment kartaczownic Gatlinga musieli się wycofać. Postawa Roosevelta na polu bitwy miała decydujący wpływ na jego żołnierzy.

## Powrót do domu
17 lipca 1898 skapitulowała hiszpańska załoga Santiago de Cuba, a 12 sierpnia rząd hiszpański poprosił o zawieszenie broni. Wojna była skończona, a Stany Zjednoczone znalazły się w posiadaniu Kuby, Portoryko, Guam i Filipin. Wojna amerykańsko-hiszpańska zakończyła erę izolacjonizmu amerykańskiego, który odtąd zastąpiło zaangażowanie w sprawy międzynarodowe.
14 sierpnia Rough Riders wylądowali w Montauk na Long Island. Tu połączyli się z tymi czterema kompaniami, które nie wzięły udziału w wojnie. Roosevelt napisał, że „ci, co zostali wypełnili swoje obowiązki, jak należało”. Wielu żołnierzy chorowało po powrocie (zwłaszcza na malarię), znaczna część zmarła.

## Rozwiązanie jednostki
15 września 1898 roku całe wyposażenie jednostki, w tym broń i konie, zostało zwrócone rządowi Stanów Zjednoczonych. Żołnierze pożegnali się ze swym dowódcą i tym samym 1 Regiment Kawalerii Ochotniczej został rozwiązany. Zanim rozjechali się do domów, Roosevelt wygłosił krótkie przemówienie, wychwalając ich przewagi wojenne, wyrażając dumę z faktu bycia ich dowódcą i przekonanie, że chociaż są bohaterami, będą potrafili wrócić do życia w społeczeństwie, jak inni, zwyczajni obywatele.
Wielu żołnierzy nie potrafiło odzyskać pracy utraconej w chwili wyruszenia na wojnę. Niektórzy, ranni i chorzy, przez długi czas nie mogli podjąć żadnej pracy. Powrót do codziennego życia ułatwiła im pomoc prywatnych darczyńców, którzy w znacznej liczbie złożyli się na stworzenie dla nich funduszu pomocowego.

## I wojna światowa
W chwili gdy Stany Zjednoczone przystąpiły do wojny przeciwko państwom centralnym, Kongres upoważnił Roosevelta do zorganizowania czterech dywizji ochotniczych na wzór Rough Riders. Roosevelt natychmiast wybrał osiemnastu oficerów (znaleźli się wśród nich Seth Bullock i Frederick Russell Burnham) i przekazał im odpowiednie rozkazy mobilizacyjne, utrzymując jednocześnie korespondencję z ówczesnym sekretarzem wojny Newtonem Bakerem. W ciągu kilku miesięcy zaciągnęło się więcej ochotników, niż było trzeba, ale Baker odmówił swego poparcia. Zaskoczony Roosevelt wysłał do prezydenta Wilsona telegram z prośbą o pomoc, ten jednak odmówił jej udzielenia i Roosevelt ostatecznie rozwiązał oddział.